# Hannah (película)
Hannah es una película de drama italiana dirigida por Andrea Pallaoro, estrenada en el 2017 y protagonizada por Charlotte Rampling.
La película se proyectó pro primera vez en el Festival Internacional de Cine de Venecia de 2017. En la selección oficial del festival, Rampling fue galardonada con la Copa Volpi.

## Reparto
- Charlotte Rampling como Hannah.
- André Wilms como el esposo de Hannah.
- Luca Avallone como Albert.
- Jean-Michel Balthazar como Chris.
- Fatou Traoré
- Jessica Fanhan
- Ambra Mattioli como la cantante.